# Mrówka pniowa
Mrówka pniowa (Camponotus fallax) – gatunek mrówki z podrodziny Formicinae.
Mrówka pniowa zakłada gniazda w szczelinach drzew liściastych: dębu, lipy, jesionu. Mrówki te wykazują aktywność nocną. Żywią się spadzią i drobnymi owadami. Wielkości kolonii do kilkunastu tysięcy osobników.
W Polsce gatunek rzadki, znany z m.in. z kilku stanowisk na Dolnym Śląsku.

## Opis gatunku
Królowa
Wielkość 9,5 - 11 mm.
Kolor ciała ciemnobrązowy lub czarny, błyszczący. Szczęki, czułki, nogi brązowe. Wyglądem bardzo podobna do największych robotnic.
Samiec
Wielkość 6,5 - 7,5 mm.
Kolor ciała czarny, błyszczący. Szczęki, czułki, nogi brązowe lub rude. Włoski długie i rzadkie na odwłoku, głowa i tułów niekiedy bez włosków.
Robotnice
Wśród robotnic występuje polimorfizm kastowy. Wyróżnić można piastunki, zbieraczki i żołnierzy.
Kolor ciała czarny lub ciemnobrązowy, błyszczący. Tułów nieznacznie jaśniejszy od reszty ciała. Włoski jasne i rzadkie najlepiej widoczne na odwłoku. Czułki 12 segmentowe. Stylik jednosegmentowy w kształcie tarczki.
Robotnice major - żołnierze
Wielkość 7-9 mm.
Oczy duże, spłaszczone. Tułów węższy niż głowa. Szczęki z widocznymi 4-5 zębami. Nogi długie z kilkoma tylko włoskami.
Robotnice minor - piastunki
Wielkość 4-6 mm.
Mniejsza głowa niż u żołnierzy. Czułki relatywnie większe.